# Gare centrale (film, 1958)
Pour les articles homonymes, voir Gare centrale.
Pour plus de détails, voir Fiche technique et Distribution.
Gare centrale (باب الحديد ; Bab al-Hadid, « La porte de fer ») est un film égyptien réalisé par Youssef Chahine, sorti en 1958 et repris en version restaurée en 2018.

## Synopsis
Madbouli, propriétaire du kiosque à journaux de la gare centrale du Caire, découvre un vagabond boiteux, Kenaoui, et l’engage comme crieur de journaux. Kenaoui est un homme frustré qui découpe des photos de femmes qu'il affiche dans son local. Amoureux de Hanouma, une vendeuse clandestine, il la poursuit de ses assiduités. Mais elle le dédaigne, promise à Abou Seri, un porteur qui souhaite organiser un syndicat...

## Fiche technique
- Titre : Gare centrale
- Titre original : باب الحديد ; Bab al-Hadid
- Réalisation : Youssef Chahine
- Scénario : Abdel Hay Adib
- Dialogues : Mohamad Abou Youssef
- Musique : Fouad El Zahiry
- Montage : Kamal Abul Ela
- Production : Gabriel Talhami
- Pays d'origine :  Égypte
- Format : noir et blanc
- Genre : drame psychologique, film noir
- Durée : 74 minutes
- Année d'origine : 1958
- Présentation à la Berlinale : 1er juillet 1958
- Sortie France : 13 mars 1974

## Distribution
- Farid Shawki : Abu Siri
- Hind Rostom : Hanuma
- Youssef Chahine : Kenaoui
- Hassan el Baroudi : Hassan el Baroudi
- Abdel Aziz Khalil
- Naima Wasfy : Naima Wasfy
- Said Khalil
- Abdel Ghani Nagdi
- Loutfi El Hakim
- Abdel Hamid Bodaoha
- F. El Demerdache
- Said El Araby
- Ahmed Abaza
- Hana Abdel Fattah
- Safia Sarwat

## Autour du film
- Gare centrale est considéré comme le film emblématique de Youssef Chahine.
- Il a été présenté en compétition pour l'Ours d'or à la Berlinale 1958.
- Ce chef-d'œuvre a également permis de prouver que le cinéaste était aussi un acteur hors pair, et de montrer ses qualités de découvreur de talents, avec des acteurs qui firent leurs preuves plus tard.